# Tim Brown (labdarúgó)
Timothy Brown (Congleton, 1981. március 6.) angol születésű új-zélandi válogatott labdarúgó.

## Sikerei, díjai
- Új-Zéland
  - OFC-nemzetek kupája: 2008